# Westaustralische Fußballmannschaft
Die Westaustralische staatliche Fußballmannschaft ist eine Auswahlmannschaft, die den australischen Bundesstaat Westaustralien repräsentiert. Sie war noch nie Mitglied in der FIFA, AFC oder OFC, weswegen sie bislang nicht an offiziellen internationalen Fußballwettbewerben teilnehmen konnte. Bis auf die Asiatische Fußballmeisterschaft der Frauen 1980 nahm Westaustralien nur an freundschaftlichen Turnieren teil. Verwaltet wird die Mannschaft von Football West (Fußballverband von Westaustralien).

## Geschichte
Die westaustralische Fußballnationalmannschaft trat erstmals am 24. März 1902 gegen die englische Cricket-Nationalmannschaft an, wobei sie mit 0-4 unterlag.  Im Laufe ihrer Geschichte hat das Team sich immer wieder großen und namhaften Mannschaften gestellt und diese zu Freundschaftsspielen herausgefordert. Darunter befinden sich renommierte Vereine wie Manchester United, Manchester City, FC Chelsea, AS Roma und Werder Bremen. Das erste Aufeinandertreffen mit einer solchen Vereinsmannschaft fand im Jahr 1949 in Perth gegen den kroatischen/jugoslawischen Fußballverein Hajduk Split statt. Die Ergebnisse dieser Begegnungen waren für Westaustralien jedoch wenig erfreulich, da sie das erste Spiel mit 1:14 und das zweite mit 1:13 verloren, was bis heute zu den höchsten Niederlagen der Mannschaft zählt. Am 20. Mai 1964 im WACA Ground in Perth, unterlag Westaustralien erneut 1:14, dieses Mal vor 16.000 Zuschauern gegen den englischen Fußballverein FC Everton.
Neben Spielen gegen Vereinsmannschaften bestreitet die westaustralische Nationalmannschaft häufig Freundschaftsspiele gegen von der FIFA anerkannte Fußballnationalmannschaften. Zu den Gegnern gehören Teams wie Griechenland, Südkorea, Indien und zuletzt im November 2003 der Irak. Besonders bevorzugt das Team Spiele gegen regionale Gegner wie den westaustralischen A-League-Vertreter Perth Glory.
Im Jahr 1980 erhielt die Frauenmannschaft von Westaustralien trotz ihrer Nichtmitgliedschaft in der AFC eine bemerkenswerte Einladung zur Fußball-Asienmeisterschaft der Frauen 1979 in Indien. In der Vorrunde, die aus nur einer Gruppe bestand, erreichte das Team den vierten Platz und qualifizierte sich somit für die K.-o.-Runde und das Halbfinale. Dort traf Westaustralien auf Taiwan (Chinese Taipei) und musste eine Niederlage mit 0:5 hinnehmen, wobei Taiwan später das Turnier gewann. Ursprünglich war geplant, dass Westaustralien im Spiel um den dritten Platz gegen Hongkong antreten sollte. Jedoch entschied das Team aus Protest dagegen anzutreten. Dieser Protest war das Ergebnis zahlreicher Missstände während der Reise, darunter eine beschwerliche 18-stündige Zugfahrt, unzureichende Unterkünfte und der Verlust von Zahlungen, was das Team fast 5.000 US-Dollar kostete.
Nach diesem Turnier, nahm weder die Frauen-, noch die Männermannschaft an ein offizielles Fußballturnier teil. Zeigen tut Westaustralien eher bei freundschaftlichen, inoffiziellen Wettbewerben, wie die Merdeka Cup Tournament von 1967 bis 1970 oder der Marah Halim Cup Football Tournament (1975–1977).

## Rekordspieler
| Nr. | Spieler       | Spiele | Tore |
| --- | ------------- | ------ | ---- |
| 1.  | Jack Conduit  | ??     | 23   |
| 2.  | J. Van Oosten | ??     | 16   |
| 3.  | J. Waddell    | ??     | 13   |
| 4.  | G. McMillan   | ??     | 12   |
| 5.  | Jimmy Gordon  | ??     | 11   |
| 6.  | R. Ilott      | ??     | 10   |
| 7.  | MacCallum     | ??     | 10   |

Stand: April 2024

### Bekannte westaustralische Spieler
- Liam Reddy – (zuletzt: Perth RedStar FC)
- Neil Kilkenny – (Perth Glory)
- Callum O’Connell – (Olympic Kingsway)
- Andrija Jukic – (zuletzt: Perth Glory)
- Todd Howarth – (Perth Glory)
- Mitchell Oxborrow – (Newcastle United Jets)
- Scott Bulloch – (Sorrento FC)

## Spiele gegen deutschsprachige Mannschaften
| Jahr | Ort   | Gegner                     | Ergebnis |
| ---- | ----- | -------------------------- | -------- |
| 1955 | Perth | SK Rapid Wien              | 1-6      |
| 1955 | Perth | SK Rapid Wien              | 0-10     |
| 1970 | Perth | Hertha 03 Zehlendorf       | 2-2      |
| 1972 | Perth | Hertha 03 Zehlendorf       | 1-1      |
| 1977 | Perth | Hertha 03 Zehlendorf       | 2-2      |
| 1982 | Perth | Westdeutschland (Amateure) | 2-4      |
| 1992 | Perth | Werder Bremen              | 3-2      |